# Текениш
Текениш је водени ток на Фрушкој гори, десна је притока Дунава, дужине 10km, површине слива 16,5km².
Извире као периодични ток на северним падинама Фрушке горе, на 400 м.н.в.. Сталан ток постаје по примању притоке Бујак. Тече ка северу и улива се у Дунав низводно од Шашићеве аде у западном делу насеља Баноштор. Амплитуде протицаја крећу се од 15,5 л/с до 28 m³/с. У сливу потока, на левој долинској страни, налази се насеље Грабово.